# Китайский феникс

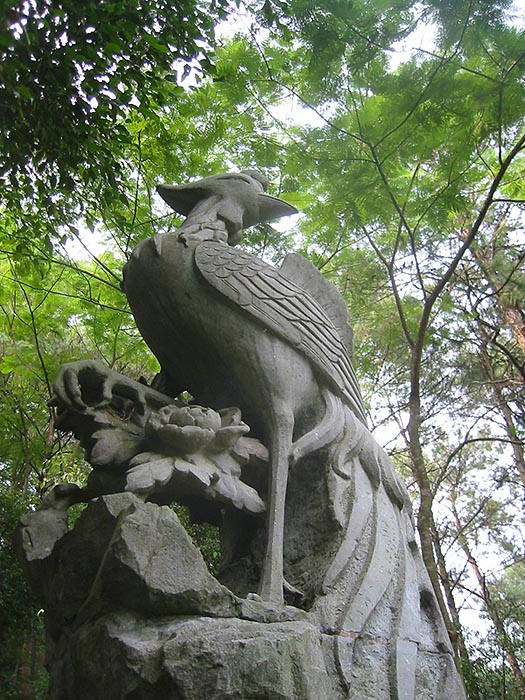
Статуя в городе Наньнин.

Китайский феникс (кит. 鳳凰, фэнхуан) — в китайской мифологии чудо-птица, в противовес китайскому дракону воплощающая женское начало (инь), является символом юга. Её явление людям — великое знамение, которое может свидетельствовать о могуществе императора или предвещать значительное событие.
В древнекитайских легендах феникс считался «королём ста птиц» (кит. упр. 百鸟之王). В китайском языке слово 凤凰, обозначающее феникса, состоит из двух иероглифов: 凤 со значением «самец феникса» и 凰 со значением «самка феникса». В этом языке есть чэнъюй «самец и самка феникса в полёте» (кит. упр. 凤凰于飞, пиньинь fèng huáng yú fēi, палл. фэнхуан юйфэй), означающий, что муж и жена живут душа в душу и часто используется для пожелания им счастливой супружеской жизни.
В составленном при Ханьской династии словаре «Шовэнь» о фэнхуане сказано, что у этой птицы «клюв петуха, зоб ласточки, шея змеи, на туловище узоры, как у дракона, хвост рыбы, спереди как лебедь, сзади как единорог Ци Линь, спина черепахи». Рост её достигает трёх метров.
Согласно китайским поверьям, фэнхуан видели перед смертью Жёлтого императора. Последнее упоминание о её появлении, согласно которому она появилась на могиле отца основателя династии Мин, относится к 1368 году.

## Сёги
Фигура «феникс» имеется в тю сёги, мака дай дай сёги и некоторых других крупных вариантах сёги.